# Vodní nádrž Lučina (Radějovka)
Vodní nádrž Lučina je přehradní nádrž na Radějovce v Bílých Karpatech, nacházející se v katastru obce Tvarožná Lhota.
Zatopená plocha činí přibližně 2 ha.
Nádrž byla zrekonstruována roku 2004.
Nádrž je využívána ke koupání, v blízkosti se nacházejí rekreační objekty, chatové osady a autokemp.